# Dhuka al-Rumi
Doukas le Romain (décédé le 11 août 919), connu en arabe sous le nom de Dhuka al-Rumi, est un Grec byzantin ayant servi le califat abbasside, notamment comme gouverneur de l’Égypte en 915–919.

## Biographie
Il est nommé gouverneur de l'Égypte en 915 par le commandant en chef des Abbassides, Mou'nis al-Muzaffar, dans le cadre de ses efforts pour stabiliser la situation dans le pays et expulser l'invasion fatimide d'Alexandrie. Doukas arrive en Égypte depuis Alep fin août, succédant à Takin le Khazar. La première tentative des Fatimides de s'emparer de l'Égypte se solde par un échec grâce à l'intervention de Mou'nis. Les Fatimidesplanifient ensuite un second assaut, commençant par la capture de Barqa après un siège de 18 mois en 917.
Les Fatimides avaient des sympathisants en Égypte, car les Égyptiens, depuis le début du IXe siècle, sont hostiles au régime de Bagdad; Dhuka exécute plusieurs personnes pour avoir correspondu avec le souverain fatimide al-Mahdi Billah et son fils, al-Qaim bi-Amr Allah.
Bien que Dhuka renforce la garnison d’Alexandrie à la suite du pillage de Barqa, l’arrivée du corps expéditionnaire fatimide en juillet 919 le surprend. Le gouverneur de la ville, le fils de Dhuka, Muzaffar, s'enfuit avec son personnel et une grande partie de la population, laissant la ville aux fatimides. Les efforts de Dhuka pour repousser la nouvelle invasion sont entravés par la réticence de la garnison provinciale à Fostat à se battre, exacerbée par les retards de paye à répétition, l'obligeant à faire d'abord appel à des volontaires. Il sécurise néanmoins Gizeh en juillet 919, de l'autre côté du Nil et de Fostat, en y construisant un fort. Peu après, cependant, le nouvel administrateur des finances égyptien, al-Husayn al-Madhara'i, arrive avec suffisamment de fonds pour payer les arriérés de l'armée régulière.
Dhuka décède le 1er août 919. Son prédécesseur, Takin, lui succède au pouvoir en janvier 920.